# Shiseido
Shiseido Company, Limited (яп. 株式会社資生堂, кабушікі-ґайшя шісейдо:) — японський виробник косметики, парфумерії та засобів по догляду за волоссям. Найстаріша у світі косметична компанія, у 2012 вона відзначила свій 140-річний ювілей. Це найбільша косметична фірма в Японії та п'ята за величиною у світі.

## Історія
Арінобу Фукухара, колишній головний фармацевт японського Імператорського військово-морського флоту, заснував Shiseido Pharmacy у вигляді невеликих аптек в 1872 році. Після поїздки у США, він додав у магазин автомат з продажу газованої води. Його бізнес згодом перетворився в ресторанний. Shiseido стала компанією, яка представила Японії морозиво. Назва Shiseido походить з китайського виразу, що означає «хвалити чесноти Землі, які виховують нове життя і приносять значні цінності».
Shiseido стала першою косметичною лінією, яка ввела тональні креми Eudermine для виправлення тону шкіри обличчя. Його розробка стала реакцією на отруєння японських жінок свинцем — вони робили свій макіяж на основі свинцевих білил.
У 1923 році Shiseido почали масово відкривати свої магазини. На сьогодні їх є близько 25 тисяч.
У 1927 році Shiseido стали акціонерним товариством. У 1957 році почалися продажі на Тайвані, в Сінгапурі та Гонконгу. У 1965 Shiseido з'явилися в Америці, а Європейські продажі почалися в Італії в 1968 році, в Океанії в Новій Зеландії в 1971 році.
У 1985 році Shiseido стала першою компанією для виробництва гіалуронату натрію (гіалуронової кислоти) без використання продуктів тваринного походження.
Бренд Shiseido утвердився як світовий після успішної рекламної кампанії, проведеної в 1980-х роках артдиректором Сержем Лютансом.
У Північній Америці і Європі продукти Shiseido продаються у великих магазинах і аптеках, а також азійських підприємствах роздрібної торгівлі.
Крім власного бренду, компанія випускає на ринок продукцію під дочірніми брендами, які користуються не меншою популярністю, серед них Aqua Label, Bénéfique, d'ici là, Elixir Superieur, Integrate, IPSA, Maquillage, Tsubaki, Uno.

## Придбання
18 січня 2017 року Shiseido придбали цифрову технічну компанію MatchCo. У листопаді 2017 року було також залучено Giaran Inc., компанію керування даними.
У січні 2018 року компанія придбала всі активи лабораторій Olivo.

## Тестування на тваринах
У 2017 році дочірня компанія Shiseido, NARS Cosmetics, анонсувала плани щодо випробування своєї продукції на тваринах. На захист свого рішення компанія заявила, що "ми вирішили зробити NARS доступними в Китаї, тому що ми вважаємо важливим принести наше бачення краси та артистизму до шанувальників у регіоні. NARS не тестує на тваринах і не просить інших робити це від нашого імені, за винятком випадків, коли це вимагається законом ".